# 学園の狩猟者
『学園の狩猟者〜烽火〜』（がくえんのしゅりょうしゃ〜のろし〜）は、Emptyが2002年に発売したアダルトゲーム。2011年にはダウンロード販売版も発売されている。
本稿では、それを原作としたアダルトアニメ（OVA）『学園の狩猟者』についても、併せて扱う。

## ストーリー
両親を交通事故で失った主人公は、義理の妹ノエルを全寮制の女学園「鷹峰学園」に入学させ、自身も教師として赴任することになる。折りしも鷹峰学園は園長が病に倒れており、代わって学園の生徒にして園長の娘である鷹峰恵玲奈が経営していた。
鷹峰学園の支配者になろうと企む主人公は、ノエルを利用して女子学生らの弱点を握るべく行動を開始し、陵辱の限りを尽くしていく。

## 登場人物
※声優はOVA版のもの。ゲーム版は声優未公開。
加狩賢吾（かがり けんご） / 加納修一（かのう しゅういち）
声：木村春明
主人公にしてプレイヤーキャラクター。表向きは良き教師を演じながら義妹のノエルを利用して女子学生の弱みを握り、赴任先の鷹峰学園を狩場として「獲物」と定めた相手を次々と陵辱していく。
「加狩賢吾」はゲーム版でのデフォルト名。Gyutto.comのダウンロード販売版の紹介ページでは、この名前で紹介されている。OVA版では「加納修一」と設定されており、声もついた。また、父が再婚してできた家庭を嫌って高校卒業後に家を出てから両親の葬儀で戻ってくるまでの6年間一度も家に帰ってこなかったことなどが描写され、人物像がゲームよりも詳しく設定されている。
加狩ノエル / 加納ノエル
声：木村留美奈
主人公の義妹。主人公の父が再婚した妻の連れ子で主人公と血の繋がりはない。両親の死によって主人公以外に身寄りがいなくなり、鷹峰学園へ入学することに。ブラザーコンプレックスから来る依存心を主人公につけこまれ、情報収集に利用される。
Gyutto.comのダウンロード販売版の紹介ページでは「加狩ノエル」の名前で紹介されている。OVA版では主人公の姓名が設定されたことに伴い、「加納ノエル」となっている。
鷹峰惠玲奈（たかみね えれな）
声：酒井敬子
鷹峰学園の園長の娘にして、同学園の生徒。学生ながらも病に倒れた親に代わって学園のすべてを取り仕切る。
プライドが高く理想家。学園内では信奉者も多く、カリスマ的存在となっている。
鷹峰白音（たかみね しろね）
声：白玉遮那
鷹峰学園の生徒で、恵玲奈の遠縁にあたる。
幼少時に恵玲奈の家に引き取られ、恵玲奈の家では使用人という立場である。
心に闇を抱えており、冷めた態度をとることが多い。
柳原青葉、双葉、三葉（やなぎはら あおば、ふたば、みつば）
声：砂山夜子（青葉）
鷹峰学園の生徒で、三つ子の三姉妹。恵玲奈の取り巻きで、常に3人同時に行動する。
OVA版では3人それぞれ声が違うが、クレジットされているのは青葉役の砂山のみである。
御坂春子（みさか はるこ）
声：陰林華子
鷹峰学園の若い女教師。
童顔で背も低いがナイスバティの持ち主。教師として未熟な面があり、学生にからかわれることも多くいじめを受けたりもしている。
鷹峰大三郎（たかみね だいさぶろう）
声：墨田教三郎
OVA版オリジナルキャラクター。鷹峰学園の園長にして恵玲奈の父。
ゲームでは病気のため学校の経営を恵玲奈に任せていることが語られるのみだが、OVA版では修一の復讐の対象として登場する。
恵玲奈の前ではよき父親としてふるまっているが、その一方で自分が引き取った白音に肉体関係を強要し、性的調教をしていた。
学校の経営を娘の恵玲奈に任せている理由も、選挙期間中のためということになっている。また、十数年前にはヤミ金業を経営しており、修一の父親を騙して莫大な借金を背負わせたうえで修一の母方の家で代々経営していた学園を借金の肩代わりとして手に入れ鷹峰学園とし、さらには借金の利息代わりとばかりに嫌がる修一の母を何度も抱いて自殺に追いやったことで当時まだ幼い子供だった修一にトラウマを植えつけており、憎悪の対象となっている。

## OVA
まず、2003年にバニラより前後編構成のアダルトアニメとして各巻30分のDVD全2巻が発売された。その後、2011年8月19日には全2巻をDVD1枚に収録したベスト版『学園の狩猟者 THE BEST』が発売された。2015年現在は、前編・後編のダウンロード販売やストリーミング配信も行われている。
OVA版では主人公に「加納修一」という姓名が設定されたほか、ゲーム版ではストーリー上でその存在が語られる程度だった鷹峰惠玲奈の父が「鷹峰大三郎」として登場し、その存在が主人公にとって復讐の対象として設定されたことで、修一が大三郎への復讐を果たす物語となっている。
作画についてもアニメーターによるキャラクターのリデザインが行われており、ゲーム版に散見されたデッサンの歪みは軽減されている。
スタッフ
- 原作：Empty
- プロデューサー：枇把島ひゆう、二木力
- 監督：三村惣月
- アニメーション・キャラクターデザイン・作画監督：三村惣月
- 脚本：真壁六郎太
- 絵コンテ：向日葵三十郎（1）、ながはまのりひこ（2）
- 音楽：Yoshi.他
- 色彩設計・色指定：黒猫
- 美術監督：伊谷たかし
- 撮影監督：田神悠宇
- 音響監督：吉田知弘
- 背景：F.A.I.
- アニメーション・プロデューサー：丸尾未弥
- 制作統括：本木夏
- アニメーション制作：Y.O.U.C
- 制作：デジタルワークス